# Juan Álvarez
Juan Nepomuceno Álvarez Hurtado (ur. 1790, zm. 1867) – meksykański wojskowy (generał) i polityk.
Był Indianinem, aktywnym członkiem stronnictwa liberalnego. Brał udział w wojnie o niepodległość, walczył również interwentami francuskimi w 1838, a także z wojskami amerykańskimi w 1847. Przystąpił do zawiązanego w stanie Guerrero spisku mającego na celu obalenie prezydenta Santa Anny. 1 marca 1854 w należącej do niego hacjendzie ogłoszono plan ayutlański, w którym zapisano ustąpienie głowy państwa i zwołanie nadzwyczajnego Kongresu Konstytucyjnego, którego zadaniem byłoby uchwalenie nowej ustawy zasadniczej. Został mianowany naczelnym dowódcą Armii Przywrócenia Wolności, zbrojnego ramienia opozycjonistów. Początkowo pokonany przez siły rządowe (kwiecień 1854), rozpoczął działania o charakterze partyzanckim. Gdy na wiosnę 1855, dzięki pozyskaniu nowych funduszy przez opozycję, stało się możliwe przejście przez nią do ofensywy wzywał do wszczynania buntów przeciwko rządowi na terenie całego kraju. Po zwycięstwie zwolenników Planu z Ayutli, został, 4 października 1855, wybrany tymczasowym prezydentem kraju. W skład jego gabinetu weszli przede wszystkim przedstawiciele radykalnego skrzydła liberałów. Podjął on między innymi decyzję o likwidacji tradycyjnych przywilejów Kościoła katolickiego i generalicji, zwołał także Kongres Konstytucyjny. 11 grudnia 1855 został zmuszony do ustąpienia.